# Columbicultura
La columbicultura (del llatí columba -colom- i cultura, derivat del llatí colere, -cultivar o conrear-) és un esport o afició que consisteix en la cria i l'ensinistrament de coloms. Destaquen tres pràctiques diferents: competicions amb coloms missatgers, la solta i les competicions per raça.
Amb el nom de colombaire, es coneix el mestre del colom; aquest, segueix els moviments dels coloms. Colombaire, derivat de 
colom amb el sufix d'origen -aire, es crea i popularitza en el segle xviii, quan en l'ambient de la solta de coloms, i en la lluita entre els partidaris dels coloms missatgers i els coloms amadors, aquests diuen a aquells pejorativament colombaires, contra colombòfils o colombistes. Qui es dedica a criar coloms és el colomer o colomaire, el colombaire és el venedor de coloms i el qui els amolla en el joc de tirar a coloms.
El 8 d'octubre de 1944 s'aprova el Reglament pel qual es regirà la colombicultura: d'aquesta manera, es considerava a partir de llavors un nou esport protegit per la llei.

## Coloms missatgers
Els coloms missatgers recorren llargues distàncies fins a arribar a la seua destinació. Ja se n'utilitzaven a l'Antiguitat, i tenen el seu

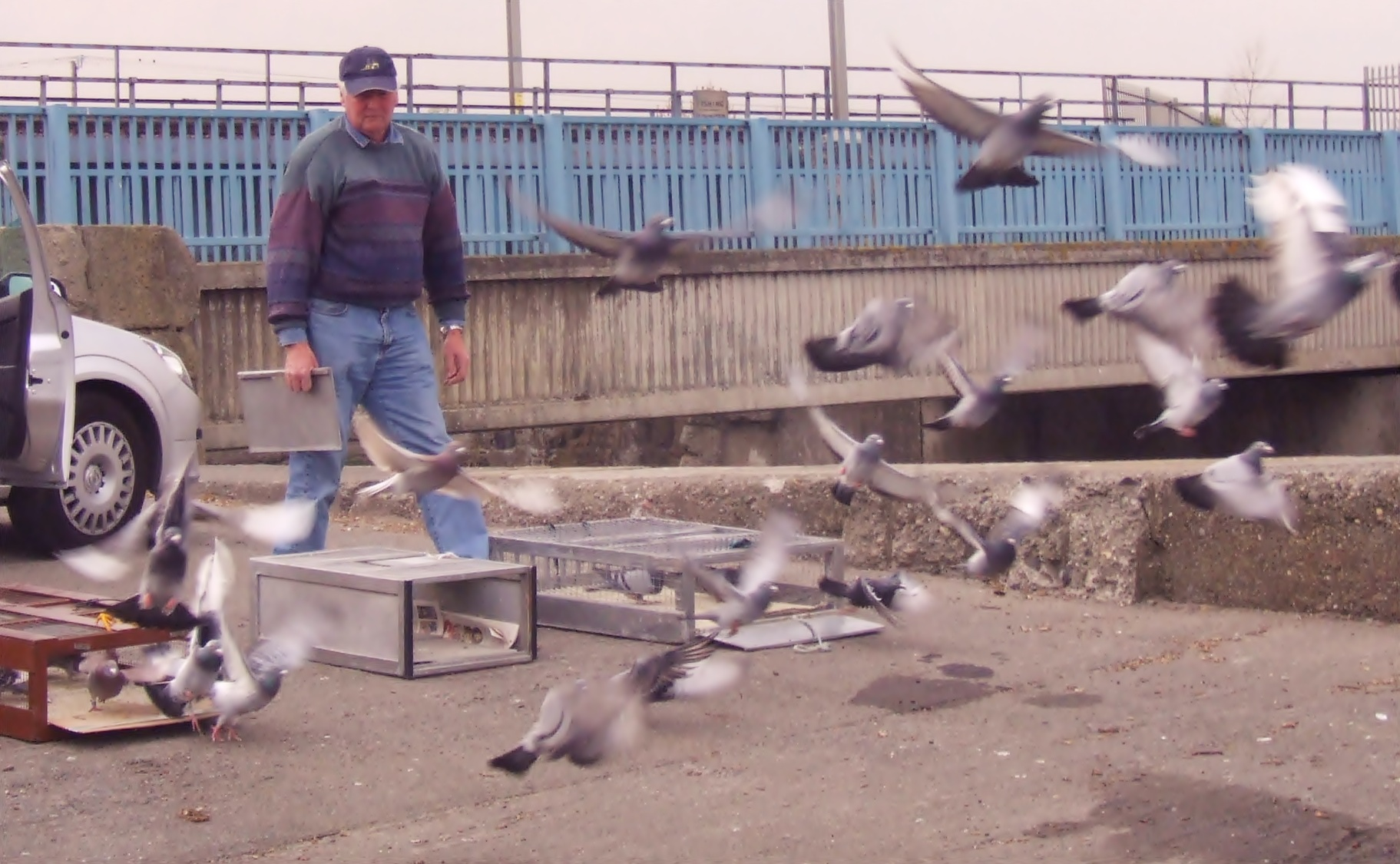
solta de coloms missatgers

acme durant la Primera Guerra Mundial (per a bescanviar missatges partint de diferents parts del front de batalla); després de la Segona Guerra Mundial, s'abandonen quasi completament en favor de les telecomunicacions modernes.
Actualment, les competicions més llargues s'efectuen des de Barcelona fins al nord dels Països Baixos (aprox. 1100 km). Com a esport, l'estat que disposa de més llicències és la Xina (300.000 llicències l'any 2005), seguit d'Alemanya (58.000), Bèlgica (43.000), Regne Unit (37.800) i els Països Baixos (29.800). El primer concurs d'aquest tipus que es coneix, data del 15 de juny de l'any 1820. El colom guanyador de la prova és aquell que tarda menys temps a recórrer la distància establerta.

## Coloms paputs o butxons. La solta
Es pensa que aquesta pràctica es va engegar al País Valencià i es va estendre cap a Múrcia i Almeria, Catalunya i amb menor força, cap a l'Estat espanyol i Amèrica del Sud.
El colom que s'utilitza per a la solta és un poc més gros que el missatger, i es coneix amb al nom de paput' 'o butxó; hi ha dues teories sobre els seus orígens com a espècie: la primera diu que aquesta nova raça va ser creada a partir de l'encreuament de l'espècie autòctona amb la que van portar els àrabs arran de la invasió musulmana de la península Ibèrica, l'any 711; i la segona, afirma que l'actual colom esportiu, deu el seu origen a l'antiga coloma “laudina”, originària del Mediterrani Ibèric, de potent parrup i arrogant figura, obtingut amb d'entrecreuaments fets amb altres races, fins a configurar-se un colom que es distingeix per les seues qualitats atlètiques, resistència en vol, velocitat i esperit combatiu, i també psíquiques, com són intel·ligència, constància, docilitat i gran poder de seducció.
En la solta, s'allibera una sola femella (la qual porta adherida a la cua una ploma blanca per a identificar-la) i un nombre indeterminat de coloms mascles, amb l'objectiu de no perdre la coloma, i si es pot, portar-la al seu colomer. Consisteix en la noble lluita dels mascles per a la possessió de la femella, però, el mascle ha de “conquerir” la femella, ja que si aquesta no ho vol, no se’n va amb el colom.
Per a la cria, s'habilita un espai prou gran a començos de gener, es deixa la parella de coloms, i en una setmana, la coloma pondrà dos ous dels quals eixiran els pitxons o colomins. Més o menys al cap d'un mes o mig, el colombaire passa el nou colom al seu habitacle o caixó i comença la seua educació esportiva i a conèixer la solta. Els pares d'aquest faran tres o quatre postes més fins a la fi de març.
A tres mesos, ja comencen a anar calents i és quan arriba el moment d'ensinistrar-los: al seu habitacle hom introdueix una femella, ja ensenyada, de plomatge fosc (blava, toscada, fumada o mascarada); estan tres o quatre dies solts perquè el nou colom reconega la zona de vol i el seu caixó; després d'eixos dies es deixa el colom sol poc temps, i seguidament, s'hi fica una altra femella. Arribat aquest moment, se solta un grup de tres o quatre mascles amb una sola femella perquè s'habituen a "lluitar" per a conquerir-la, i, a poc a poc, el colombaire va fent el pilot (grup de coloms que va volant conjuntament) més gros, fins a poder arribar fins i tot al centenar de coloms en un mateix pilot. Cada colombaire pinta les ales dels coloms d'una manera determinada perquè els puga conèixer mentre volen.

## Coloms de raça
En aquest tipus de competicions, s'exposen els coloms i guanya aquell amb més bellesa i perfecció.

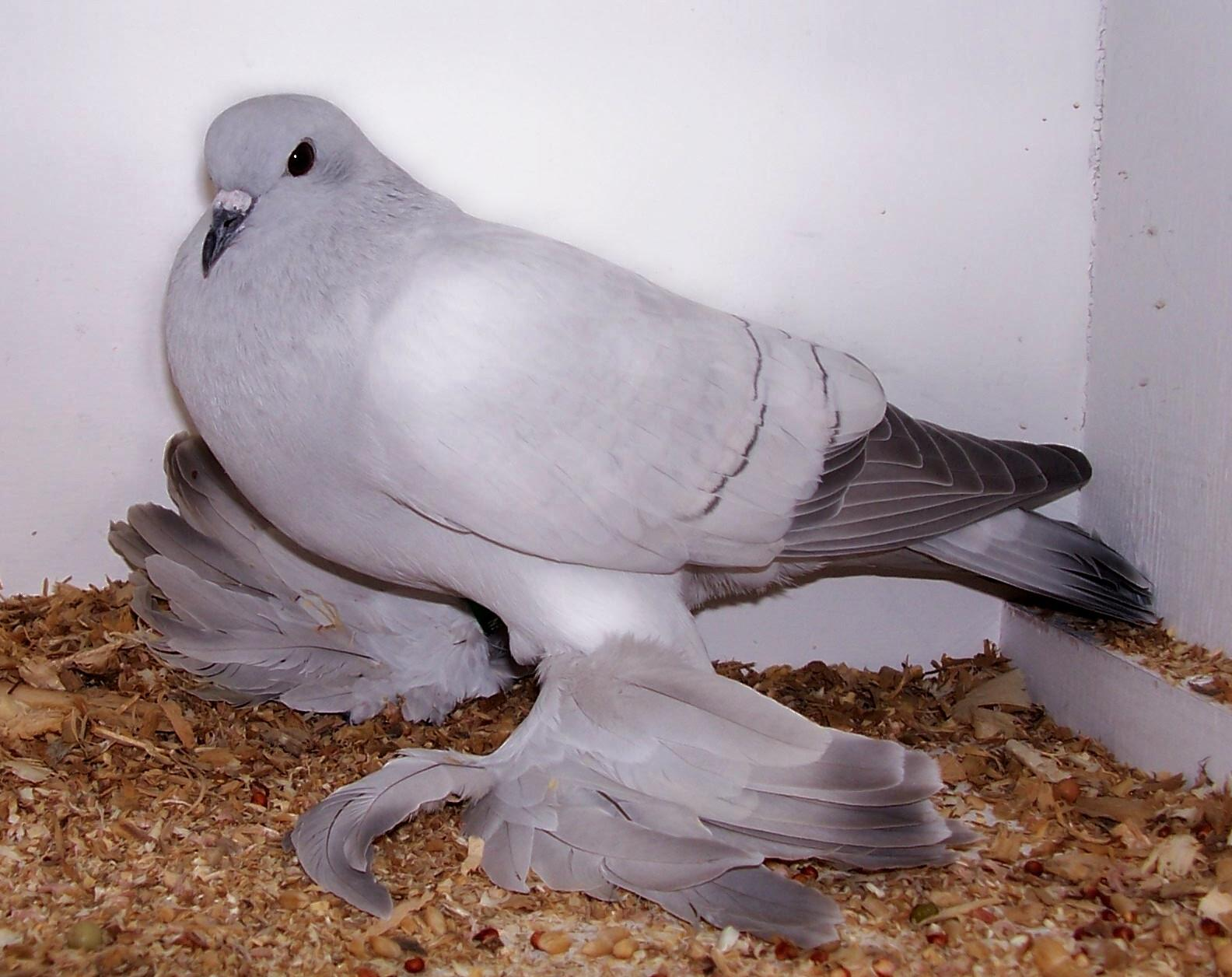
colom de gel

Hi ha molts tipus de races; a la dreta podem observar dues d'aquestes races: els coneguts com colom de gel i el colom monja.

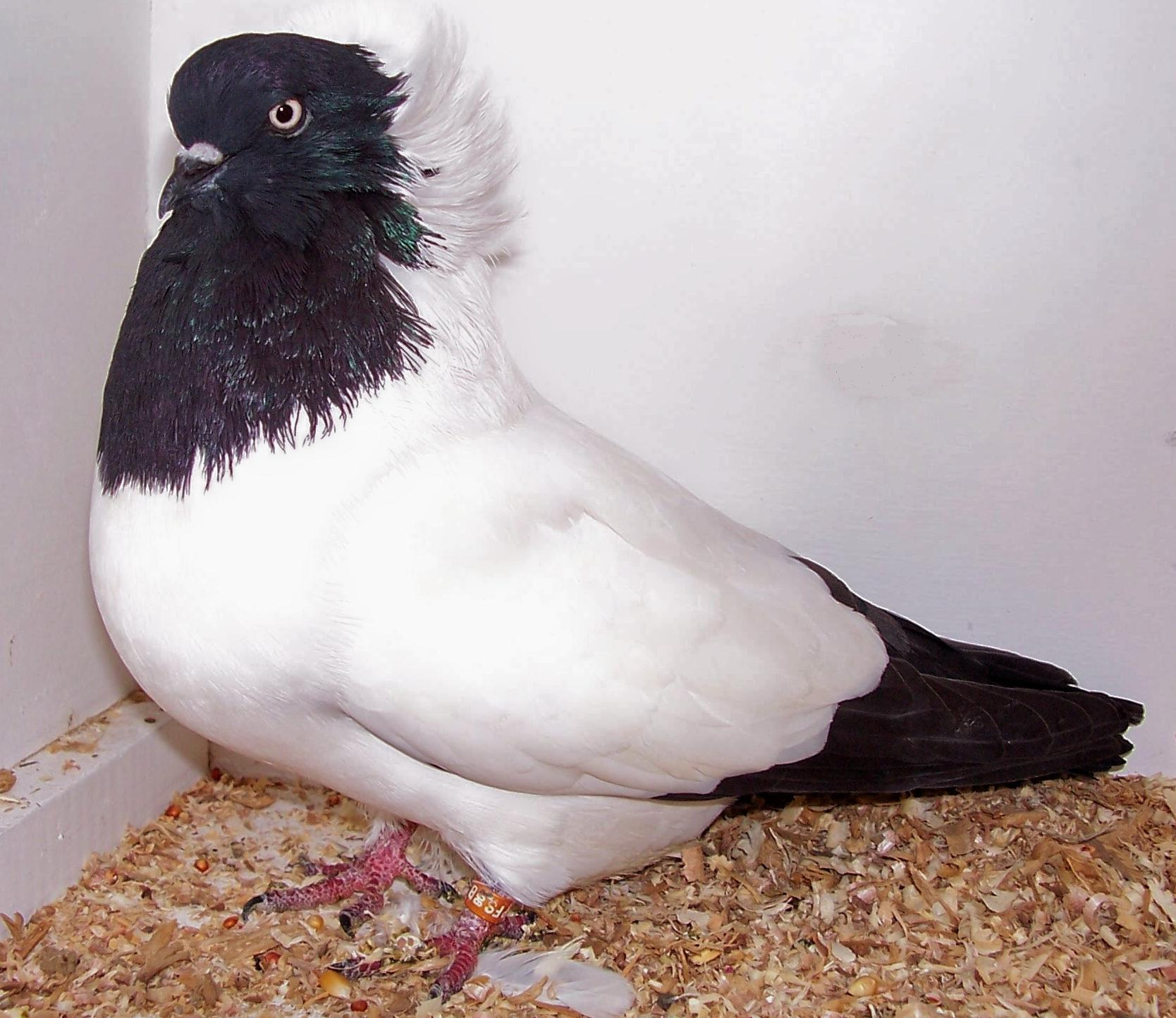
colom monja

## Altres punts
Oficialment a tot l'Estat espanyol, hi ha 23.000 aficionats amb llicència federativa; però, es calcula que n'hi ha prop de 50.000 seguidors.
S'estima que hi ha uns tres milions de coloms esportius.
A cada poble o barri on hi ha colombaires, hi ha una societat formada pels mateixos socis colombaires que s'encarrega dels concursos, dels anellatges, de les llicències...
Cal assenyalar també la gran quantitat d'enemics per als coloms: falcons, àguiles o àligues, mussols, raboses o guineus, martes, gats salvatges o cervals, genetes, gats i gossos domèstics... Però, també trens, cotxes i camions a les carreteres, antenes, cables, torres elèctriques, piscines...